# Feddan
Un feddan o faddan (àrab: فدّان, faddān) és una unitat d'àrea utilitzada a Egipte, Sudan, Síria i Oman. En àrab clàssic, la paraula significa una ‘jovada’, implicant l'àrea de terra que els bous podrien conrear en un temps determinat.
A Egipte, el feddan és l'única unitat no mètrica que es va mantenir en ús després de l'adopció del sistema mètric. Un feddan es divideix en 24 quirats (àrab: قيراط, qīrāṭ), amb un quirat equivalent a 175 metres quadrats.

## Unitats equivalents
1 feddan = 24 quirats = 60 metres × 70 metres = 4.200 metres quadrats (m²) = 0,420 hectàrees = 1,037 acres
A Síria, el feddan oscil·la entre 2.295 metres quadrats (m²) i 3.443 metres quadrats (m²).